# 岳麓山舍利塔
28°11′00″N 112°55′54″E / 28.18333°N 112.93167°E
岳麓山舍利塔位于中国湖南省长沙市岳麓区岳麓山进山门楼前百余米处，1993年被列为长沙市文物保护单位。
岳麓山舍利塔是湖南现仅存的一座宝箧印式塔。始筑于隋，毁于五代。民国元年(1912)，麓山寺僧寻得遗址将塔复建。文革遭到破坏。文革后按原貌修复。